# Osvaldo de Castro
Osvaldo Alberto Rosário Sarmento e Castro (ur. 10 sierpnia 1946 w Porto, zm. 20 czerwca 2013) – portugalski polityk, prawnik i samorządowiec, poseł do Zgromadzenia Republiki.

## Życiorys
Studiował prawo na Uniwersytecie w Coimbrze, gdzie w 1969 aktywnie uczestniczył w antyrządowych wydarzeniach tzw. kryzysu akademickiego. Został w ramach represji przymusowo powołany do wojska. Powrócił później na uczelnię, a po ukończeniu studiów praktykował jako adwokat.
Działacz Portugalskiej Partii Komunistycznej, w latach 80. wszedł w skład jej komitetu centralnego Od 1980 do 1983 był posłem do Zgromadzenia Republiki I i II kadencji. W latach 1980–1989 i 1994–2009 zasiadał w zgromadzeniu miejskim w Marinha Grande, od 1980 do 1989 i od 1997 do 2001 jako jego przewodniczący.
Na początku lat 90. porzucił komunistów, dołączając następnie do Partii Socjalistycznej. Z jej ramienia w 1995, 1999, 2002, 2005 i 2009 wybierany na deputowanego VII, VIII, IX, X i XI kadencji. W latach 1997–2000 był sekretarzem stanu ds. handlu. Mandat poselski wykonywał do 2011, rok wcześniej powrócił do czynnej praktyki prawniczej.
Był ojcem Catariny Sarmento e Castro. Zmarł w 2013 na raka płuca.

## Odznaczenia
W 1999 odznaczony Krzyżem Wielkim Orderu Wolności.